# Benzènesélénol
Le benzènesélénol, ou phénylsélénol, souvent abgrégé PhSeH, est un composé chimique de formule C6H5SeH. Ce sélénol est l'analogue sélénié du thiophénol C6H5SH et se présente sous la forme d'un liquide incolore à l'odeur nauséabonde, faiblement soluble dans l'eau, davantage dans les solvants organiques. Toxique comme le sont les composés organoséléniés, c'est un réactif souvent utilisé en synthèse organique.
On obtient le benzènesélénol par réaction du bromure de phénylmagnésium C6H5MgBr avec du sélénium suivie d'une trempe dans l'acide bromhydrique HBr(aq) :
Le benzènesélénol est plus sensible à l'oxydation par l'air que le thiophénol, conduisant au diséléniure de diphényle (C6H5)2Se2 :
4 PhSeH + O2 → 2 PhSeSePh + 2 H2O.
La présence du PhSeSePh est révélée par la coloration jaune de la plupart des échantillons de benzènesélénol. Le diséléniure peut redonner le sélénol par réduction suivie d'une acidification. 
Le benzènesélénol est environ sept fois plus acide que le thiophénol ; ces deux composés peuvent être dissous dans l'eau à l'aide d'une base. En synthèse organique, PhSeH est utilisé sous la forme de sa base conjuguée PhSe−, qui est un puissant nucléophile.